# Aldo Canti
Aldo Canti, noto anche con lo pseudonimo di Nick Jordan (Roma, 16 maggio 1941 – Roma, 21 gennaio 1990), è stato un attore e stuntman italiano.

## Biografia
Nato in una famiglia numerosa, i suoi fratelli e sorelle erano tutti acrobati circensi, mentre il padre lavorava nelle cave di creta come cavaterra. Aldo Canti è stato spesso presente in scene di azione di numerosi film degli anni '70 e '80 dove esibiva notevoli qualità acrobatiche, che nell'ambiente del cinema romano gli valsero il soprannome di Robustino. Spettacolari erano le sue capriole, apparentemente provocate da Vittorio Gassman nel film La guerra segreta e da Ugo Tognazzi nell'episodio Il marito di Attilia del film I nostri mariti. 

### Morte
Organizzatore di bische clandestine legate anche alla Banda della Magliana, fu trovato ucciso con un colpo di pistola alla testa a Roma presso il galoppatoio di Villa Borghese nella notte tra il 21 e il 22 gennaio 1990: le indagini stabilirono che fu ucciso da due persone che egli conosceva, e che avevano con lui un debito di gioco; gli assassini non furono mai trovati.

## Filmografia parziale
- Il trionfo di Ercole, regia di Alberto De Martino (1964)
- I diafanoidi vengono da Marte, regia di Antonio Margheriti (1966)
- I nostri mariti, regia di Luigi Zampa, Dino Risi e Luigi Filippo D'Amico (1966)
- I fantastici 3 supermen, regia di Gianfranco Parolini (1967)
- L'assassino ha le ore contate (Coplan sauve sa peau), regia di Yves Boisset (1968)
- 5 per l'inferno, regia di Gianfranco Parolini (1969)
- Ehi amico... c'è Sabata. Hai chiuso!, regia di Gianfranco Parolini (1969)
- È tornato Sabata... hai chiuso un'altra volta!, regia di Gianfranco Parolini (1971)
- Sotto a chi tocca!, regia di Gianfranco Parolini (1972)
- Superuomini, superdonne, superbotte, regia di Alfonso Brescia (1975)
- Sangue di sbirro, regia di Alfonso Brescia (1976)
- Anno zero - Guerra nello spazio, regia di Alfonso Brescia (1977)
- Yeti - Il gigante del 20º secolo, regia di Gianfranco Parolini (1977)
- I due superpiedi quasi piatti, regia di Enzo Barboni (1977)
- Cosmo 2000 - Battaglie negli spazi stellari, regia di Alfonso Brescia (1978)
- Napoli... serenata calibro 9, regia di Alfonso Brescia (1978)
- 3 Supermen contro il Padrino, regia di Italo Martinenghi (1979)
- La tua vita per mio figlio, regia di Alfonso Brescia (1980)